# Верхняя Паленьга
Верхняя Паленьга — деревня в Холмогорском районе Архангельской области.

## География
Находится в южной части Архангельской области на расстоянии приблизительно 31 км на восток-юго-восток по прямой от административного центра района села Холмогоры на левом берегу Пинеги.

## История
Показана была еще на карте1829 года. До 2022 года входила в Белогорское сельское поселение до его упразднения.

## Население
Численность населения: 74 человека (русские 95 %) в 2002 году, 36 в 2010.